# Rifaximin
Rifaximin, được bán dưới tên thương mại Xachusan, là một loại kháng sinh được sử dụng để điều trị tiêu chảy của du khách, hội chứng ruột kích thích và bệnh não gan. Nó có sự hấp thụ kém khi uống bằng miệng.
Nó dựa trên rifamycin. Rifaximin đã được chấp thuận cho sử dụng y tế tại Hoa Kỳ vào năm 2004. Ở Hoa Kỳ, chi phí là 62,13 đô la Mỹ mỗi ngày cho 1100 mg rifaximin ($ 1.864,00 mỗi tháng) tính đến tháng 1 năm 2017. Tại Nga tính đến năm 2016, một liều tương tự có giá 231,25 RUB (khoảng 4 đô la Mỹ), Colombia là 2019, 1100 mg (2 tab - 550 mg) có giá 6286 COP (khoảng 2 đô la Mỹ).

## Sử dụng trong y tế
Rifaximin có thể được sử dụng để điều trị và ngăn ngừa tiêu chảy của khách du lịch.

### Hội chứng ruột kích thích
Rifaximin được chấp thuận tại Hoa Kỳ để điều trị hội chứng ruột kích thích. Nó có đặc tính chống viêm và kháng khuẩn và ngoài ra, nó là một loại kháng sinh không thể hấp thụ, hoạt động cục bộ trong ruột. Những đặc tính này làm cho nó có hiệu quả trong việc làm giảm các triệu chứng chức năng mãn tính của hội chứng ruột kích thích không táo bón (IBS). Nó dường như giữ lại các đặc tính trị liệu của nó cho chỉ định này, ngay cả sau các khóa học lặp đi lặp lại. Rifaximin được chỉ định đặc biệt khi sự phát triển quá mức của vi khuẩn đường ruột bị nghi ngờ có liên quan đến IBS của một người. Giảm triệu chứng hoặc cải thiện có thể đạt được cho các triệu chứng IBS toàn cầu bao gồm: đau bụng, đầy hơi, đầy hơi và thống nhất phân. Một nhược điểm là các khóa học lặp đi lặp lại có thể cần thiết cho việc tái phát các triệu chứng. Có bằng chứng cho thấy rifaximin có thể được chữa khỏi ở một số người bị IBS.

### Nhiễm trùngC. difficile
Rifaximin cũng có thể là một bổ sung hữu ích cho vancomycin khi điều trị bệnh nhân tái phát nhiễm <i id="mwHg">C. difficile</i>. Tuy nhiên, chất lượng bằng chứng của các nghiên cứu này được đánh giá là thấp. Mặc dù việc tiếp xúc với rifamycin trong quá khứ có thể làm tăng nguy cơ kháng thuốc, vì vậy nên tránh dùng rifaximin trong những trường hợp như vậy.

### Bệnh não gan
Tại Hoa Kỳ, rifaximin có tình trạng thuốc mồ côi để điều trị bệnh não gan. Mặc dù bằng chứng chất lượng cao vẫn còn thiếu, rifaximin dường như có hiệu quả tương đương hoặc hiệu quả hơn so với các phương pháp điều trị khác cho bệnh não gan (như lactulose), được dung nạp tốt hơn và có thể hoạt động nhanh hơn. Rifaximin được uống bằng miệng. Nó có tác dụng phụ tối thiểu, ngăn ngừa bệnh não tái phát và liên quan đến sự hài lòng của bệnh nhân cao. Mọi người tuân thủ và hài lòng hơn khi dùng thuốc này hơn bất kỳ loại nào khác do tác dụng phụ tối thiểu, thời gian thuyên giảm kéo dài và chi phí tổng thể. Nó làm giảm mức độ của vi khuẩn sản xuất amonia đường ruột do đó làm giảm các triệu chứng của bệnh não gan và giảm tỷ lệ tử vong. Những hạn chế của rifaximin là tăng chi phí và thiếu các thử nghiệm lâm sàng mạnh mẽ đối với HE mà không cần điều trị bằng đường sữa.

### Công dụng khác
Các ứng dụng khác bao gồm điều trị: tiêu chảy truyền nhiễm, sự phát triển quá mức của vi khuẩn đường ruột, bệnh viêm ruột và bệnh túi thừa. Rifaximin có hiệu quả trong điều trị sự phát triển quá mức của vi khuẩn đường ruột bất kể nó có liên quan đến hội chứng ruột kích thích hay không.

## Đặc biệt thận trọng
Sử dụng thận trọng là cần thiết ở những người bị xơ gan của gan có điểm số Child-Pugh ở mức độ nghiêm trọng loại C.

## Tương tác
Rifaximin không được hấp thu đáng kể từ ruột và do đó không có nhiều tương tác đáng kể với các thuốc khác ở những người có chức năng gan bình thường.